# Квасово (Україна)
Квасово (Ква́сове́) — село в Великоберезькій громаді Берегівського району Закарпатської області України.

## Назва
У 1995 р. назву села Квасове було змінено на одну літеру.

## Розташування
Квасово розташоване у мальовничому місці на правому березі річки Боржави, одне з найдавніших не тільки на Берегівщині, а й в усьому Закарпатті.

## Герб
У лазуровому щиті на зеленій землі срібні муровані чорними стінозубчасті міські ворота з піднятими срібними ґратами в чорному отворі та відкритими золотими стулками.

## Археологія
Як показали археологічні дослідження, територія сучасного Квасова і його околиці були заселені стародавніми людьми понад 100 тис. років тому назад. З того часу люди постійно поселялися тут, про що свідчать чисельні знахідки древніх предметів різних епох, у тому числі і два скарби бронзових виробів віком понад 3 тис. років.

## Історична довідка
Перша письмова згадка про Квасово відноситься до 1295 року. Саме цього року 24 червня була видана грамота, у якій повідомляється про землю Коазоу, королівське село, біля якого знаходилися такі місцеві назви як Оток, р. Салва, р. Бо ржава. Саме поселення, звичайно, виникло ще раніше.
У 8-9 ст.ст. на місці квасівського замку стояло поселення стародавніх слов'ян від яких і походить сучасна назва села-Квасово (від слова «квасний; джерело квасної води»). Згодом у 13 ст. село уже належало до володінь угорського короля. Вигідне розташування Квасова спонукало до побудови тут замку. І хоч у писемних джерелах він вперше згадується як володіння родини Мотучіної лише в 15 ст.; але його кругла вежа була збудована набагато раніше. Первісно село розміщувалося на схилах гори, де стояв замок. Останній, однак, проіснував лише до 1564 року, коли його остаточно зруйнували війська австрійського імператора під командуванням полководця Лазаря Шведні. З того часу і до наших днів стоїть у руїнах. А гору, на якій він розташований називають «Город».
Протягом своєї історії село належало різним власникам — панам. Найбільш відомими серед них були такі, як Нодьмігаї, Мотучіної, Лоньяї, Рейгані, Перені, Карої, Погань. Центром їхніх квасівських маєтків був спочатку замок, а коли його зруйнували, то ним став палац, зведений біля замку у 17 ст. Він зберігався до наших днів. Саме Квасово було невеликим поселенням. Так, у 1647—1648 роках тут зафіксовано всього 25 хат. Через 10 років його повністю знищили польські війська. Пізніше село відродилося, але під час війни угорців проти австрійців під керівництвом Ференца Ракоці II (1703—1711 рр.) зазнало такої руйнації, що його довелося заселяти знову. Під час перепису 1749 року у Квасові зареєструвалися всього 4 хати і 6 жителів; а також відзначили що дерев'яна греко–католицька церква стоїть у занедбаному стані, бо більшість вірників покинули село.
Нинішні квасівчани є нащадками тих, хто між 1750 і 1775 роками прийшли у Квасово, переважно із сучасних Іршавського та Мукачівського районів. Коли у 1775 році цісарівна Марія Терезія розпорядилася навести лад із повинностями, які виконували селяни для панів, то її представники провели опитування і у Квасові. У першому пункті цього документу відзначено, що 10-12 років перед цим (1775 р.) село стояло пустим і тільки згодом сюди почали переселятися люди. Крім інших цей документ підписав і тодішній староста села — Василь Гопак. На кінець 18 ст. у Квасові вже проживало 250 чоловік. У подальшому їх число зросталося, але дуже повільно, бо ще і в 1861 році їх було всього 291 чоловік. Серед них родини: Белла, Білкей, Бурчо, Ворчак, Гелетей, Гопак, Грищенко, Деяк, Костьо, Кузан, Кепіч, Лукач, Марко, Ногач, Рущак, Сароз, Соломка, Сондак, Турані, Чегіль, Черешня. Окрім українців у Квасові проживало і кілька угорців та євреїв. Тільки у другій половині 19 ст. Квасово починає швидко зростати так, що у 1870 році тут було вже 98 будинків і 675 жителів, тобто на одну хату припадало більше як 6 чоловік! У цьому, можливо, свою роль зіграв і заснований у 1809 році завод по виробництву квасців (урочище «Біла глина») та початок видобутку каоліну.
З 1844 р. відома найдавніша печатка громади, описана відомим закарпатським краєзнавцем Т.Легоцьким як «зображення людини, що збирає фрукти з дерева». 1904 р. за цією печаткою було затверджено герб селища: на блакитному щиті - селянин, що збирає виноград із куща.
На 19 ст. припадає і будівництво у Квасові нової церкви. З самого початку (18 ст.) у селі існувала греко–католицька дерев'яна церква і патріархальний будинок. Знаходилися вони біля сучасної церкви, трохи на схід. Протягом 1894—1895 рр. замість них були побудовані сучасна церква і фара крім того, саме з цього часу службу в церкві почали вести двома мовами: українською та угорською.
Перша половина 20 ст. видалася для всіх, у тому числі квасівчан, важкою і трагічною. Дві світові війни, перехід до різних держав (Чехословаччина, Угорщина, Радянський Союз) не сприяли розвитку села, а чимало жителів Квасова загинуло на різних фронтах. Та попри все це Квасово існує, розвивається. Квасівчани на великий подив вчених — етнографів, живучи в чужому етнічному оточенні, зуміли протягом століть зберегти свою національність, віру. У цьому свою роль зіграла, мабуть, і багата, насичена та цікава історія Квасова.

## Топоніми села і його околиць
Вулиця Пушкіна дуже часто називають Третьою. Ця назва закріпилась за цією вулицею тому, що вона розміщена по рахунку від Головної третьою по порядку. Ця вулиця утворилась близько 50-60 років тому. Спочатку вона була дорогою в поле, але з розширенням села вона швидко забудувалась.
Вулиця, що веде до річки Боржава носить назву — Боржоуцца (вул. І.Франка). Ця назва виникла від назви річки до якої вона веде. Ця вулиця дуже важлива, адже більша кількість орної землі, пасовищ знаходиться на лівому березі р. Березі. Вулиця Боржоуцца веде до єдино моста через р. Боржава.
Від розташування такого обєкта як цвинтар походить назва ще однієї вулиці — Теметеуцца (Цвинтарна). Ця вулиця проходить біля сільського цвинтаря і веде в бік села Нодьберег і виходить на Головну (вул. Леніна).

### В околицях нашого села багато урочищ, лісів, ярів, горбів. Всі вони мають свої назви

#### а) Назви рельєфу.
Між Квасово і селом Бене височить серед рівнини гора під назвою Келеменова. Про назву існує легенда.
Люди розповідають, що в ті часи, коли на наш край напали татари, то під горою було викопано яму, де пани поховали свої скарби і переховувались самі. Але грошей було багато, а наїдку мало. Так і померли всі з голоду і стережуть гроші в сховку.
Жив у с. Бене вівчар і мав чотирнадцятирічного сина на ім'я Келемен.
Хлопець багато чув про схованку під горою. Часто пас овець під нею і одного разу надумав пошукати скарб. Заліз у темну яму і наткнувся на залізні двері. Постукав палкою і двері відчинилися. З'явився малий карлик з білою бородою і сказав:
```
 — Не бійся, хлопче, у мене добре тобі буде.
```

```
 Келемен знайшов та й залишився там.
```

```
   Люди знайшли овець, а Келемена відшукати не вдалося. Побивався батько, дуже побивався і все роздумував де міг його хлопець подітися. Прийшли йому  на думку скарби в горі.
```

```
    Рушив за сином, але проникнути за двері не міг. Але він від дверей не відходив і дочекався: на дев'ятий день залізні двері відчинилися, і вийшов до батька Келемен.
```

– Не плач, батьку, — каже син, — не побивайся. Хоч я додому вже ніколи не вернуся, але мені тут добре. В цій горі справді багато золота, але є тут одна криниця. У криниці заперті ключі від моря, і якщо хтось розіб'є гору, то море заллє всю землю. Тому скажи людям, аби й не думали про гроші, гору не розбивали.
```
І досі  ніхто  не  розбиває  гору.  Заросла   вона  деревами, кущами. А що сина  вівчаревого  звали Келеменом, гора  й досі  називається  Келеменовою.
                                                               (Легенда  записана за  книгою І.Хланти «Легенди нашого  села»).
        При в'їзді у село, зліва  від дороги  височіє «гора» що заросла  кущами  і деревами. Це найвища  височина у  районі   с. Квасово.   Вона  носить   назву  
Лонт
.
```

```
  Назва  цієї височини  походить  здавна, ще за часів  Австро-Угорської  імперії. Цей  ліс  був власністю  одного  з багатих  людей, що мав  подібне  прізвище  до  назви гори. За   нею і  закріпилась до  сьогодні  ця назва.    Цю  височину і тепер  називають  Лонт.  Урочище  Кийтагів   носить   назву   через  те, що знаходиться  між   двома  височинами  Лонт  і   Конго.  Це  сідловина між названими  височинами  і  в  перекладі з  угорської  мови кейт- два, гів  височини.  З цього і закріпилась  назва  Кейтагів за  цим  урочищем.
```

```
        
Лазоші
-  це урочище, що  знаходиться    на  правому    березі   річки Боржава. Це  рівна, плоска територія, що  простягається від  дороги, яка  веде  від  села   Квасово  до  села  Нодьберег, до лісу  назвою «Атак »  і «Цабар». Пішла   назва від  слово «лаз», що означає  поле, яке  використовувалось  під  сінокіс і  пасовище.
```

```
Фінансове — урочище, яке  належало квасівській жінці, що вийшла заміж за чоловіка, який працював у фінансовому управлінні  Бережського комітату. За жінкою закріпилось прізвисько «Фінанска», то і землю, якою користувалась  назвали Фінансове.
```

```
  
Челениця
 — підвищення, що знаходиться між с. Квасово і с. Нодьберег. Тут на поверхню виходить червона глина. Від цього і пішла назва Челениця.
```

```
   Село оточує кілька височин і кожна має совю назву, які використовуються місцевими жителями.
```

```
  
Грунок
 — це височина, що розташована на південний захід від села.
```

Слово Грунь у значенні «гора, гірський хребет, схил, горб».
```
    У багатьох мовах  грунь — «вкрита лісом  невелика гора ». вважається, що це запозичення з румунської мови (gruin — " пагорб ", " верхівка пагорба ").
```

височини Госсугедь і Керекгедь названі так від своєї форми. Госсугедь — в перекладі з угорської мови — довга гора, вона дійсно має видовжену форму.
Височина Керекгедь в перекладі з угорської мови — кругла гора, подібна до великого колеса.
Урочище Комбошдра — це лощина, зниження в якій завжди було багато грибів і в перекладі з угорської означає " Грибна яма ".

### б) Назви, що зв'язані з іменами людей.
```
 
Логова Баня
 — це місце, де місцеві жителі пробували шукати золото. Прокопавши досить глибоко штольню, але укріплення стінок і верха було зроблено неправильно, тому стався обвал під яким загинув на прізвисько Лога. Цю місцевість почали називати Логова Баня — тобто Логова копальня.
```

```
     
Аттак
 — урочище, ліс, що знаходиться між річками Мала Боржава і Боборжава. Давно цей ліс належав угорському міністру Оттокі. Тут велась заготівля деревини, яку вивозили в Угорщину. Місцеві жителі тут працювали. Коли їх питали де вони працюють, то вони відповіли, що Оттокі. Пізніше закріпилась назва «Аттак».
```

```
     
Грюнфельдчин керт
 — це великий сад, що знаходився по праву сторону дороги з с. Бене до с. Квасово. Сад належав власниці — поміщиці Грюнфельд. Назва Грюнфельдкерт закріпилась за садом і по сьогодні.
```

```
     
Дюрікова криниця
 — це джерело, що витікає з-під берега в Угорщині Грунок. Тут знаходиться земля, що належала жителю села Дюрію (Юрі), який доглядав і вичищав цю криницю.
```

Окремі поля також носять імена людей, що володіли цими полями. До них можна віднести: Костюське — поле належало сім'ї Костю, Глебівське — сім'ї Глеба, Розина Яма — хазяйкою виноградника біля Розалія.
```
      
Фоврія
 — це виноградники на схилі Грунка і назва дана від імені власника Йовжефа Форі.
```

```
       В назвах окремих частин села є і така назва як Панський керт. Тут і тепер стоїть (колишній) будинок. Він був побудований на найвищій частині села біля руїн замку. Біля будинку був сад, що розкинувся на схилі підвищення, басейн. Тому ця частина території і називається «Панський керт».
```

### в) В основні назви рослини
```
  Чи бачили ви буковий ліс? Він схожий на величний храм з колонами: стовбури буків дуже гарні — гладенькі, рівні, сірувато — зеленяві, схожі на мармурові. Та ростуть буки не скрізь. Найбільше їх на Закарпатті у гірській частині. Але біля с. Квасово росте справжній буковий ліс. Чому він тут росте пояснити важко. Але цей ліс, буковий, і дав  цьому урочищу назву " 
Буковина
 ".
```

Інша територія носить назву Черешнюш, бо тут росте багато диких черешень. Вони і дали назву лісу, який тут росте.

### г) Інші назви
Річка Боржава — протікає біля села Квасово. Вона бере початок з полонини Боржава, що і дало їй назву. Впадає в р. Боржава і маленька притока, яка сьогодні майже зникла, носить назву Мала Боржава. Назва її напевне дана на противагу р. Боржави і її називають Малою Боржавою.
Навколо села, з схилів бере початок багато ярів, які зносять талі і підземні води в р. Боржава.
Одним із таких ярів є Великий Яр. Він найбільший і найдовший. Неодноразово його води наносили шкоду місцевим жителям. Тепер його води відведено у обвідний штучний канал Безіменний. Ще один яр носить назву Чергів. Цей яр бере початок на височині у лісі Буковина. В яру під час дождів тече бургливо вода, а в час посухи кількість води зменшувалась, але вода текла з висоти з перепадами, як краплями. Коли води багато, то шум чути далеко. В народі назвали це явище " чергет ", " черек ". це і дало назву цьому яру Чергів.
Назва однієї з місцевостей походить від виходу на поверхню кристалічних порід — це Камінь. Починається ця височина біля р. Боржава, де найчіткіше видно вихід кристалічних порід. Місцеві жителі передають легенду, що на початку скелі, де стояв колись водяний млин, треба викопати яму глибиною і можна знайти двері, що ведуть у підземний хід у підвали Квасівського замку. Є переказ, що на верху скелі біля замку знаходився колодязь, який мав вихід до р. Боржави. Люди твердять, що спустивши качку в колодязь і вона випливла до річки Боржава.
Один з провулків носить назву " Кріпта ". тут колись знаходилось місце поховання — цвинтарі — євреїв, що проживали в селі, і християн. Ці кладовища розділяла мала вулиця. Тут було побудовано склеп для поховання місцевої поміщиці Погань Розалії. Тому за цією місцевістю і закріпилась назва " Кріпта " (склеп для поховання).
Вузьке місцеве між річкою Боржава і горою Лонт носить назву Сорош, тобто звужена місцевість.
Біла глина — це урочище розташовано з лівого боку при в'їзді в с. Квасово. Воно одержало назву від того, що тут збирались відходи після одержання з породи — алунітів — квасці. Відходи білого кольору і їх тут багато.
В околицях села є ще окремі території, урочища і вони мають свої назви, але ніхто з жителів села не може дати їм пояснення. Над цими топонімами ще буде необхідно попрацювати.

## Населення
За переписом населення України 2001 року в селі мешкало 898 осіб.

### Мова
Розподіл населення за рідною мовою за даними перепису 2001 року:
| Мова       | Відсоток |
| ---------- | -------- |
| українська | 93,10 %  |
| угорська   | 5,67 %   |
| російська  | 1,22 %   |

## Квасівський замок
На правому березі річки Боржави між Брегівською та Келеменською горами ще видно руїни Квасівського замку, що заросли чагарниками та колючими пагонами шипшини. Із стратегічної точки зору фортеця займала дуже важливе місце, адже звідси контролювався так званий Соляний шлях, який вів з Мараморошу вглиб країни. На думку Тіводора Легоцького, замок та прилежне до нього поселення дістали назву від скелі Ковачи, що знаходиться поблизу.
Перша письмова згадка про фортецю датується 1390 роками, коли король Жігмонд дарує її Яношу — сину Дьєрдя Нодьмігалі, разом із поселенням Варі. Пізніше власником стає родина Які. Цю сім'ю, мала власне минуле, історія з невідомих причин забуває. Які мали великі маєтки в Самарі та Белшев-Солнок (Трансільванія).
Один із членів цієї родини — Дьєрдь І згадується в 1400 році, як наджупан Березького комітату. Одну з гілок родини, вже за назвою маєтку, стали називати Касоні, а її представник Ласло Касоні-якчі у 1505 році був делегатом Березького комітату на ракошських державних зборах.
На деякий час від Які забрали значну частину їх маєтків. Деякі з них дісталися родині Гуняві, у тому числі графу Яношу Гуняві. Так в 1461 році у Квасівському замку стала володаркою його дружина Ержебет Складі.
Сім'я які багато раз судилася зі своїми сусідами, що не завжди приводило до бажаного результату. Одного разу їх сусіду Баторі Саніслофі вдалося заволодіти Квасівським замком. Пізніше він перейшов у спадщину родині Мотузяної (Якчі-Касоні Катерина мала його за придане), у 1540 році Дьєрдь та Пал Мотузної продали маєток хустському Капітану Криштоффу Каваші. В тексті грамоти, що датована 1543 роком, говориться, що до замку належали навколишні землі, двоколісний млин на річці Атак, млин та митна переправа на р. Боржава.
1546 року Квасівський замок повертається до родини Мотузяної. Користуючись ворожнечею, яка виникла між
Королем Фердинандом і та трансільванським князем Жігмондом Якошем, Пал Мотузної влаштував у Квасівському замку справжній грабіжницький притон, відмешканців якого тремтіли навколишні поселення. Разом з Меньгертом Балашша Пал Мотузної перекинувся в табір прибічників цісаря, за що князь, який тоді володів усією територією Березького комітату, у своєму наказі, виданому в Дюдоферегервані наказує конфіскувати Квасівський маєток дарує його управителю. Мукачівського замку Ференцу Галтері.
```
   Розбій, який чинили Мотузяної, добряче набрид, за що він у 1563 році висилає в комітат розсліду вальну комісію. На державних зборах в Пожоні було вирішено дозволити провести перевірку головному капітану, щоб вирішити: чи потрібен Квасівський замок з точки зору оборони країни, чи ні. Якщо виявиться. Що є в ньому потреба, то тут розмістять цісарські казарми, якщо ні, то фортецю потрібно зруйнувати. Та, оскільки замок знаходився у власності Яноша Жігмонда, вирішити це питання так і не вдалося.
```

У 1564 році, коли Лазар Швенді, разом із цісарськими загонами зайняв навколишні території, Квасівську фортецю теж взято штурмом. Тоді й зруйновано укріплення. Та останній нищівний удар завдали замку татари, які вщент розгромили його у 1567 році. Після цього Квасівська фортеця вже ніколи не відбудовувалася.
Центром замку і, водночас найдавнішою його частиною, була вежа шириною, що розташовувалася в південно-західному куточку фортеці. Саме до неї було прибудовано захисну стіну трикутної форми. Замок був захищений з північного боку крутою скелею понад, а з інших трьох сторін оточений системою ровів. Дослідники вважають, що укріплення збудовано в період від XII до XIV століття. Квасівський замок був одним з найгарніших, що побудовані за зразками Середнянського.
З вище наведеного видно, що Квасівський замок не мав важливого оборонного значення. Цей замок був типовим феодальним гніздом. Феодали грабували місцеве населення. В таких замках вони проводили час в гульках, полюванні.
Квасівський замок часто міняв своїх хазяїв. Він мав довгу історію: з часу згадки про замок 1390 р. і до 1567 р. часу його повного зруйнування.
Сьогодні руїни замку носять непривабливий вид. Стіни будов складу, колишнього колгоспу, підійшли до південної стіни замку.
Я, думаю, що при дальшому неправильному відношенні до цього пам'ятника він буде швидко руйнувати і є загроза, що цей пам'ятник може зникнути.

## Рідне Квасово моє
Ранком вулицею я йду
З друзями в школу
Зеленіють на лугу
Верби і тополі
Приспів(2 рази)
Рідне Квасово моє
Шириться, міцніє
Бачу майбуття твоє
В срібній долині я.
Ген і річка протіка
Близько біля школи
Де купаємось щодня
Влітку ми доволі
 Приспів
А за річкою луг
Ліс стоїть стіною
Все, що бачу навкруги
Так любиме мною
 Приспів
В школі наші вчителі
Всьому нас навчають
Нам у рідному селі
Всі добра бажають.
Приспів
Сяє сонце золоте
Вітер повіває
Рідне Квасово моє
Квітне, розквітає
```
                                                                                    
Автор - покійний вчитель музики Симчо Михайло.
```

## Туристичні місця

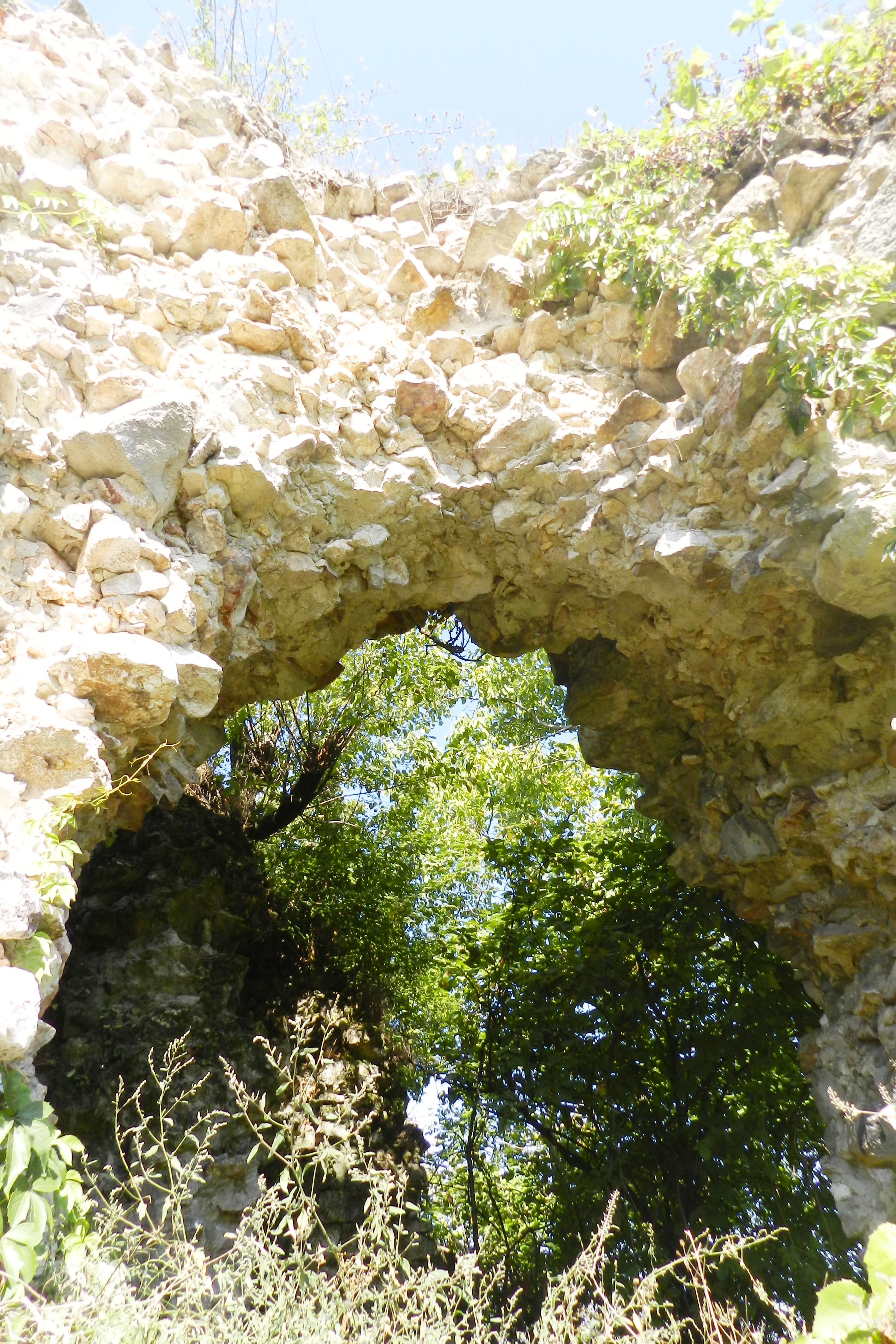
Фрагмент руїн Квасівського замку

- Фрагмент руїн Квасівського замкуКвасівський замок — феодальний замок XII—XIII ст. розташований на торговельному шляху з Марамороша в Задунав'є, контролював сухопутний соляний шлях і вихід із Боржавської долини.
- греко-католицька церква (1895 р.)
- поряд з руїнами замку розташована садиба Погані (в період радянської влади була складом)
- Греко-католицька церква в с. КвасовоБоржава (заповідне урочище)

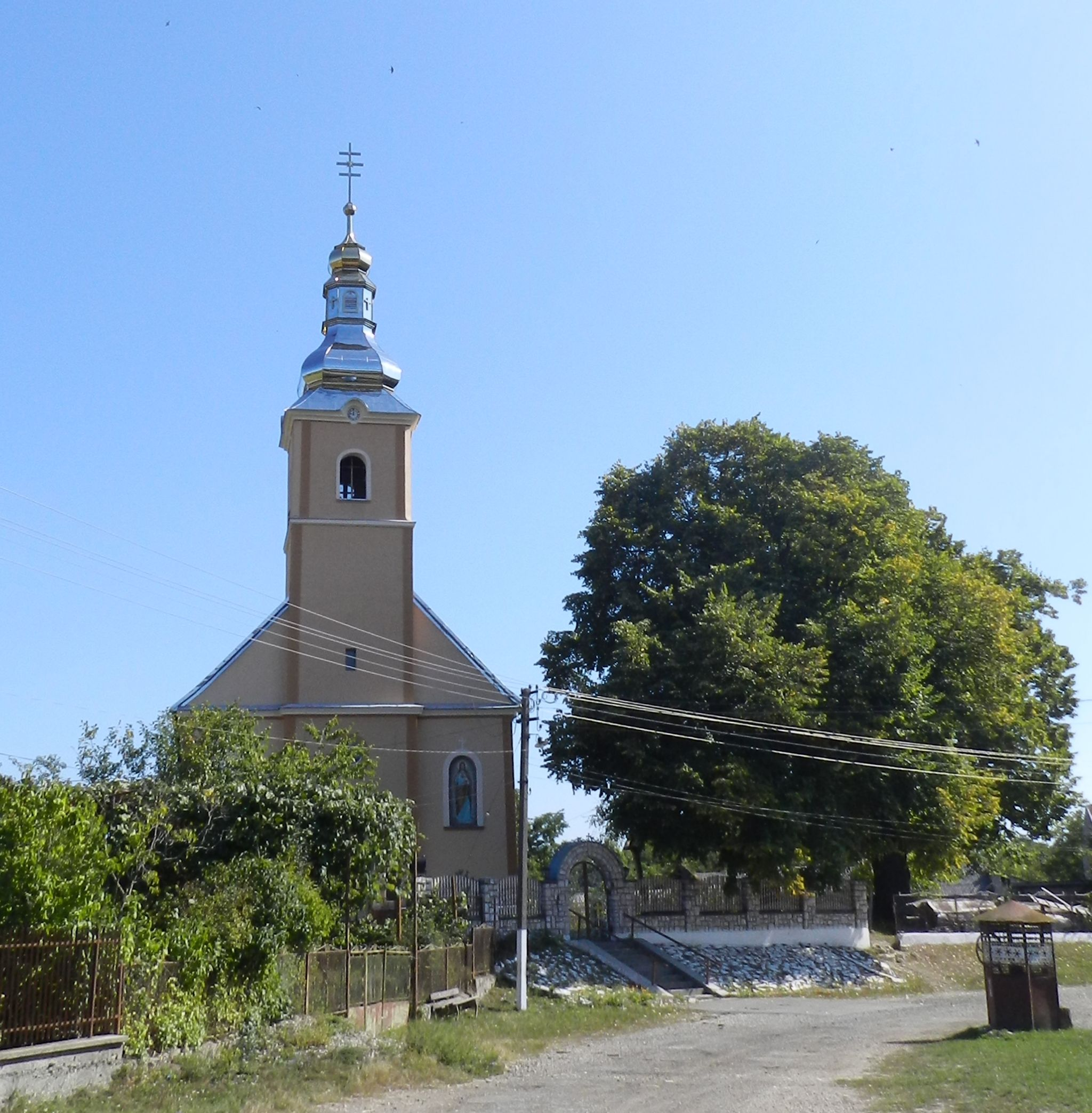
Греко-католицька церква в с. Квасово

- - Як показали археологічні дослідження, територія сучасного Квасова і його околиці були заселені стародавніми людьми понад 100 тис. років тому назад. З того часу люди постійно поселялися тут, про що свідчать чисельні знахідки древніх предметів різних епох, у тому числі і два скарби бронзових виробів віком понад 3 тис. років.
- Біла глина — це урочище розташовано з лівого боку при в'їзді в с. Квасово. Воно одержало назву від того, що тут збирались відходи після одержання з породи — алунітів — квасці
- Один з провулків носить назву " Кріпта ". тут колись знаходилось місце поховання — цвинтарі — євреїв, що проживали в селі, і християн. Ці кладовища розділяла мала вулиця. Тут було побудовано склеп для поховання місцевої поміщиці Погань Розалії.